# История евреев во Франции
История евреев во Франции связана с евреями и еврейскими общинами во Франции, существовавшими, по крайней мере, с раннего средневековья. Франция была центром еврейского обучения в средние века, но преследования увеличивались с течением времени, включая множественные изгнания и возвращения. В ходе Великой французской революции (1789—1799) Франция стала первой страной в Европе, которая дала еврейскому населению равные права. Антисемитизм сохранялся, несмотря на юридическое равенство, как это показало дело Дрейфуса (1894).
Во время Второй мировой войны правительство Виши сотрудничало с нацистскими оккупантами при депортации многочисленных французских и иностранных еврейских беженцев в концентрационные лагеря. Тем не менее, 75 % еврейского населения Франции пережили Холокост.
Большинство современных французских евреев являются сефардами и мизрахи, многие из которых (или их родители) эмигрировали с конца XX века из бывших французских колоний в Северной Африке после того, как эти страны стали независимыми. По степени религиозности они разнятся от меньшинства ультраортодоксальных общин (харедим) до большинства полностью светских евреев, которые обычно заключают браки за пределами еврейской общины.
В Израиле проживает около 200 тыс. французских евреев. Значительная часть из них эмигрировали с 2010 года, из-за участившихся нападений на еврейские учреждения и частных лиц во Франции, в частности, со стороны исламистов.

## Римско-галльская эпоха
Согласно Еврейской энциклопедии (1906): «Первые поселения евреев в Европе неясны. С 163 г. до н. э. в Риме есть свидетельства евреев […]. В 6 году нашей эры евреи были в Вьенне и Галлии Селтике; в 39 году в Лугдунуме (то есть в Лионе)».
Ранние христианские источники восхваляют епископа Илария Пиктавийского (умер 366) за бегство из еврейского общества. Императоры Феодосий II и Валентиниан III обратились к указу Амация, префекту Галлии (9 июля 425 г.), который запрещал евреям и язычникам практиковать закон или занимать государственные должности (милитанды), чтобы христиане не подчинялись им и не были подстрекаемы к измене своей вере. На похоронах Хилари, епископа Арля, в 449 году евреи и христиане смешались в толпе и плакали, а первые пели псалмы на иврите. С 465 года Церковь официально признала евреев.
В шестом веке присутствие евреев было документально отмечено в Марселе, Арле, Узе, Нарбонне, Клермон-Ферране, Орлеане, Париже и Бордо. Эти места были в основном центрами римской администрации, расположенными на прекрасных торговых маршрутах. Евреи построили в этих центрах синагоги. В согласии с феодосийским кодексом и согласно указу императора Константина евреи были организованы в религиозных целях, как в Римской империи. У них, по-видимому, были священники (раввины или канторы) и синагоги. Евреи работали главным образом как торговцы, поскольку им было запрещено владеть землёй; они также служили сборщиками налогов, матросами и врачами.

## Каролингский период
Присутствие евреев во Франции при Карле Великом задокументировано, причем их положение регулировалось законом. Обмены с Востоком сильно снизились с присутствием сарацин в Средиземном море. Торговля и импорт восточных продуктов, таких как золото, шелк, чёрный перец или папирус, практически исчезли у каролингов. Рахданитские еврейские торговцы были почти единственной группой, поддерживавшей торговлю между Западом и Востоком.
Карл Великий установил формулу для еврейской клятвы государству. Он разрешил евреям предъявлять иски к христианам. Им не разрешалось требовать от христиан работать в воскресенье. Евреям не разрешалось торговать валютой, вином или зерном. Юридически евреи принадлежали императору и могли быть судимы только им. Но многочисленные провинциальные советы, которые встречались во время правления Карла Великого, не касались еврейских общин.
Людовик Благочестивый (814—833, 834—844), верный принципам отца, строго защищал евреев, которых уважал как торговцев. Как и отец, Людовик считал, что «еврейский вопрос» можно решить постепенным обращением евреев в христианство; по мнению английского историка-медиевиста Дж. М. Уоллес-Хедрилла, некоторые полагали, что его терпимость угрожает христианскому единству империи, приводя к усилению епископов за счёт императора. Святой Агобард Лионский (779—841) много конфликтовал с французскими евреями. Он писал, что они становятся богатыми и могущественными. Такие учёные, как Джереми Коэн, полагают, что вера святого Агобарда в могущество евреев побудила его принять участие в попытках свержения Людовика Благочестивого в начале 830-х годов.

## Средние века

### Преследования при Капетингах (987—1137)

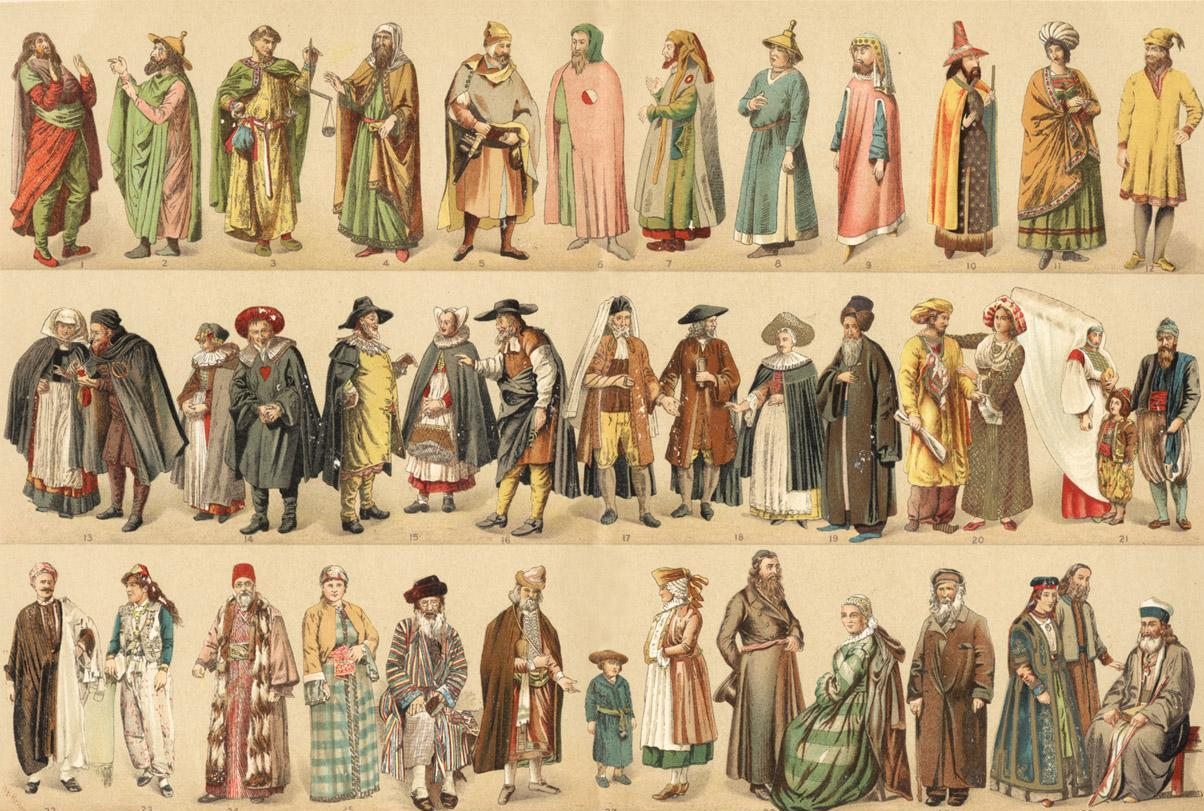
Различные костюмы средневековых французских евреев.

Преследования евреев широко распространились во Франции начиная с 1007 или 1009 г. Эти гонения, спровоцированные Робертом II (972—1031), королём Франции (987—1031), называемым «Благочестивым», описаны в еврейской брошюре, в которой также говорится, что король Франции сговорился со своими вассалами, чтобы уничтожить на своих землях всех евреев, которые не приняли крещение. Многие евреи были казнены или покончили с собой. Роберту приписывают пропаганду принудительных преобразований местного еврейства, а также насилие толпы против евреев, которые отказались принять христианство.
Роберт II Благочестивый был хорошо известен отсутствием религиозной терпимости и ненавистью к еретикам; именно Роберт восстановил римский императорский обычай сжигать еретиков на костре. В Нормандии при Ричарде II, евреи Руана страдали от гонений, которые были настолько ужасны, что многие женщины, чтобы избежать ярости толпы, прыгнули в реку и утонули. Знаменитый учёный-талмудист Якоб б. Иекутиэль стремился ходатайствовать перед папой (Иоанном XVIII), чтобы остановить преследования в Лотарингии (1007). Якоб отправился в Рим, но был заключён в тюрьму герцогом Рихардом, вместе с женой и четырьмя сыновьями. Он оставил своего старшего сына, Иуду, в качестве заложника с Рихардом и вместе со своей женой и тремя оставшимися сыновьями отправился в Рим. Он подкупил папу, который отправил специального посланника королю Роберту, чтобы тот прекратил преследования.
Если верить Адемару Шабанскому, который писал в 1030 году (его считали фальсификатором), антиеврейские настроения возникли в 1010 году, после того как западные евреи обратились к своим восточным единоверцам, предупреждая их о военном движении против сарацин. Согласно Адемару, христиане, которых призывал папа Сергий IV, были потрясены разрушением Храма Гроба Господня в Иерусалиме мусульманами в 1009 году. После разрушения европейская реакция на слухи о письме была очень резкой. Рауль Глабер, бургундский монах и хронист, обвинил евреев в его разрушении. В том же году Алдуин, епископ Лиможский, предложил евреям своей епархии выбор между крещением и изгнанием. В течение месяца богословы спорили с евреями, но без особого успеха, потому что только три или четыре еврея отреклись от своей веры; другие кончали жизнь самоубийством; а остальные либо бежали, либо были изгнаны из Лиможа Подобные изгнания имели место и в других городах Франции. К 1030 году Родульфус Глабер знал больше об этой истории..
Согласно его объяснению 1030 г. евреи Орлеана якобы отправили на Восток письмо нищим, которое спровоцировало приказ об уничтожении храма Гроба Господня. Глабер добавляет, что при обнаружении преступления изгнание евреев было повсеместно объявлено. Некоторые из них были изгнаны из городов, другие были казнены, а некоторые убивали себя; лишь немногие остались во всем «римском мире». Граф Поль Риант (1836—1888) говорит, что вся эта история отношений между евреями и мусульманами является лишь одной из популярных легенд, которыми изобилуют хроники того времени.
Ещё одно сильное волнение возникло около 1065 года. В этот день папа Александр II написал Беренгеру, виконту Нарбонны, и Гифреду, епископу города, восхваляя их за то, что предотвратили резню евреев в своём районе, и напоминая им, что Бог не одобряет пролития крови. В 1065 году Александр увещевал Ландульфа VI, герцога Беневенто, что «обращение евреев не должно быть получено силой».
Также в том же году Александр призвал крестовый поход к маврам в Испании.

### Крестовые походы
Крестовые походы привели к ухудшению положения евреев Франции. В XII веке евреев Франции лишили права владеть землей (кроме Прованса, не входившего тогда в состав Французского королевства). Открытие новых торговых путей на Восток в результате Крестовых походов, а также разбой крестоносцев подрывали торговлю еврейских купцов.
С этого периода основным занятием французских евреев стало ростовщичество, а это, в свою очередь, способствовало росту антиеврейских настроений.
Людовик Святой покровительствовал евреям, обращенным в христианство. В 1239 году крещеный еврей Николай Донэн выступил перед папой Григорием IX с обвинением против Талмуда, указывая, что в нём содержится хула против христианства. 12 июня 1240 года начался публичный диспут между Донэном и четырьмя представителями от евреев. По окончании диспута был избран трибунал, который должен был произнести приговор над Талмудом. Решено было подвергнуть Талмуд сожжению. Спустя два года 24 воза еврейских книг были торжественно сожжены в Париже.

### Изгнание евреев из Франции
В 1388 году парижских евреев обвинили в том, что они заставили крещёного Дени-Машо из Вилль-Паризис вновь принять иудейство. Семь евреев были приговорены к сожжению на костре. Парижский парламент изменил, однако, этот приговор и постановил в течение трёх последовательных суббот публично подвергать евреев телесному наказанию и затем изгнать их, а имущество подвергнуть конфискации. 17 сентября 1394 года Карл VI неожиданно опубликовал ордонанс, содержание которого в существенных чертах сводилось к следующему: неоднократно до него доходили жалобы, вызванные бессовестностью и дурным поведением евреев по отношению к христианам; обвинители, производившие расследования, установили целый ряд случаев нарушения договора, заключённого евреями с ним. Ввиду этого он издаёт неотменяемый закон, в силу которого отныне ни один еврей не вправе проживать в его владениях. Евреям дана была отсрочка, дабы они имели возможность продать своё имущество и уплатить свои долги.
В тех землях, которые входили в состав собственно Франции, этот указ применялся с большой строгостью, но в землях, находившихся лишь в вассальной зависимости от Франции, изгнание евреев совершалось постепенно, по мере подпадания каждой области под власть французского короля.

## Прованс
Самые ранние документальные свидетельства присутствия евреев в Провансе относятся к середине V века в Арле. Еврейское присутствие достигло пика в 1348 году, когда оно, вероятно, насчитывало около 15-ти тыс..
Прованс не был включён во Францию до 1481 года, и эдикт о высылке 1394 года там не применялся. Привилегии евреев Прованса были подтверждены в 1482. Однако с 1484 года вспыхнули антиеврейские беспорядки с грабежами и насилием, совершаемыми рабочими из-за пределов региона, нанятыми на сезон сбора урожая. В некоторых местах евреи были защищены городскими чиновниками, и были объявлены под королевской защитой. Однако добровольный исход начался и был ускорен, когда подобные беспорядки повторились в 1485 году.
Согласно Исидоре Лёбу, в специальном исследовании предмета в «Революции Юи» (xiv. 162—183) около 3 тыс. евреев пришли в Прованс после изгнания евреев из Испании в 1492 году.
С 1484 года один город за другим призывали к изгнанию евреев, но призывы были отвергнуты Карлом VIII. Однако Людовик XII в одном из своих первых выступлений в качестве короля в 1498 году издал общий порядок выселения евреев Прованса. Хотя в то время это не применялось, указ был возобновлён в 1500 году и снова в 1501 году. В этом случае он был окончательно реализован. Евреям Прованса была предоставлена возможность обращения в христианство, и часть выбрала этот вариант. Однако через некоторое время — хотя бы для того, чтобы частично компенсировать потерю доходов, вызванных отъездом евреев, король наложил специальный налог, называемый «налог неофитов». Эти новообращённые и их потомки вскоре стали объектами социальной дискриминации и клеветы.
В течение всего XVI века евреи жили в некоторых местах Дофинэ, а также в не принадлежавшем ещё французской короне Венессенском графстве.
Во второй половине XVII века ряд евреев попытались вернуться в Прованс. До того как Французская революция отменила административную структуру Прованса, первая община за пределами юго-запада, Эльзас-Лотарингия и Комтат Венасинь, была перестроена в Марселе.

## Раннее Новое время

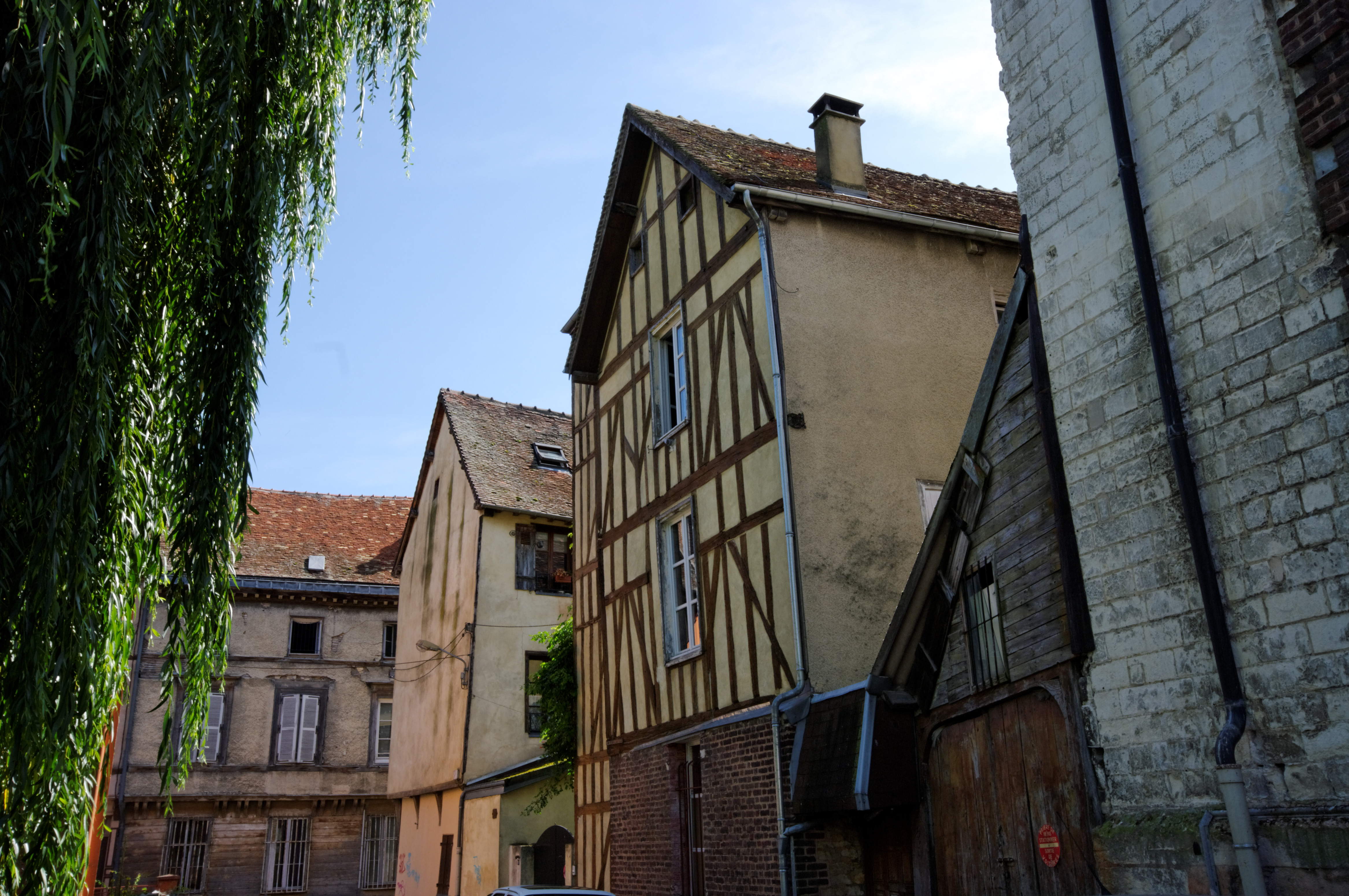
Старый еврейский квартал Труа

В южные города Франции стали переселяться из Испании и Португалии марраны; правда, им было запрещено называться евреями, и они получали право жить во Франции под именем новохристиан; многие (особено после 1730 года) открыто исповедовали иудаизм.
В начале XVII века евреи начали вновь въезжать во Францию. Это привело к новому указу от 23 апреля 1615 года, который запрещал христианам, под угрозой смерти и конфискации, укрывать евреев или общаться с ними.
Людовик XIV после завоевания Эльзаса и Лотарингии, где евреи представляли собою значительный фактор торгово-промышленной жизни, после первоначального намерения изгнать евреев и из этих провинций, решил использовать их в качестве полезного для развития страны элемента и в 1675 году даровал им особые грамоты и принял их под свое покровительство.
Хотя эти евреи подвергались тяжелым налогам, переносили ограничения, но они были все-таки терпимы и даже в известных случаях могли переезжать в другие города Франции.
Так стали различать две категории евреев Франции: жившие на юге в качестве новохристиан мало-помалу приобрели ряд привилегий, чему способствовало, главным образом, их богатство; привилегированные и материально обеспеченные, они сбросили с себя новохристианскую маску и заявили о своем еврействе; их, однако, не преследовали, и они могли вести торговлю и разъезжать по стране. Евреи же Эльзаса и Лотарингии представляли низшую категорию евреев, не имевших практически никаких прав. Среднее положение между этими двумя категориями евреев заняли евреи Венессенского графства, которые, однако, под влиянием враждебной евреям политики пап с середины XVII века, стали терпеть большие притеснения.
К 1780-м годам во Франции насчитывалось от 40 до 50 тыс. евреев, главным образом в Бордо, Меце и некоторых других городах. У них были очень ограниченные права и возможности, помимо бизнеса по кредитованию денег, но их статус не был незаконным.

## Революция и Наполеон

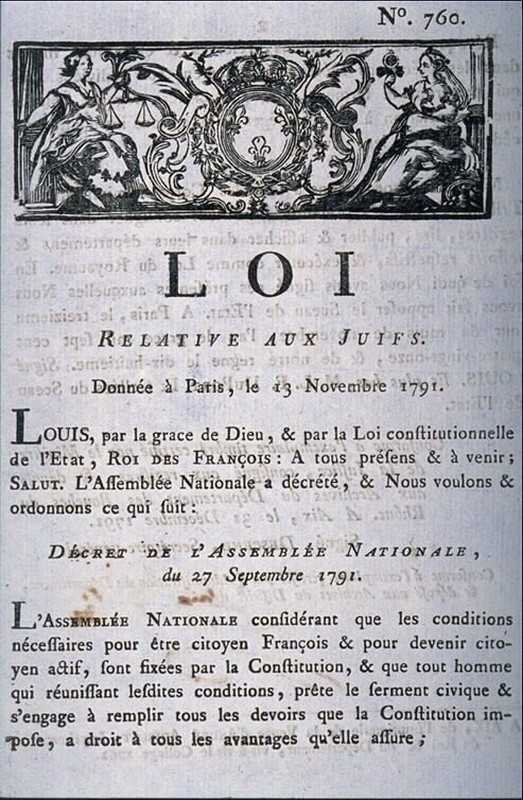
Loi relative aux Juifs, декрет 1791 года, дающий евреям полное гражданство

Евреи в Бордо и Байонне участвовали в выборах французских Генеральных штатов 1789 года, а в Эльзасе, Лотарингии и в Париже это право было отвергнуто. Герц Серфбеер, французско-еврейский финансист, затем попросил Жака Неккера и получил право евреев из Восточной Франции на выбор своих собственных делегатов.
Падение Бастилии было сигналом для беспорядков во всех уголках Франции. В некоторых районах Эльзаса крестьяне напали на жилища евреев, нашедших убежище в Базеле. Мрачная картина оскорблений над ними была набросана перед Национальным собранием (3 августа) аббатом Анри Грегуар, который потребовал их полной эмансипации. Национальное собрание разделяло возмущение прелата, но вопрос об освобождении оставило нерешённым; его запугивали депутаты Эльзаса, особенно Жан-Франсуа́ Рёбелль.
Таким образом, иудаизм во Франции стал, как писал эльзасский депутат Швендт своим избирателям, «не более, чем название отдельной религии». Однако в Эльзасе, особенно в Бас-Рейне, реакционеры не прекращали своих агитаций, а евреи были жертвами дискриминации. Во время Эпохи террора в Бордо еврейские банкиры, скомпрометированные в деле жирондистов, должны были платить значительные штрафы или бежать, чтобы спасти свою жизнь, в то время как другие еврейские банкиры (49 согласно Еврейской энциклопедии) были заключены в тюрьму в Париже в качестве подозреваемых, а девять из них были казнены. Указ о конвенции, в соответствии с которой католическая вера был аннулирована и заменена поклонением Разуму, был применён провинциальными клубами, особенно со стороны немецких районов, к еврейской религии. Некоторые синагоги были разграблены, а мэры нескольких восточных городов (Страсбург, Труа и т. д.) запретили празднование субботы (для применения десятидневной недели).

## Дело Дрейфуса

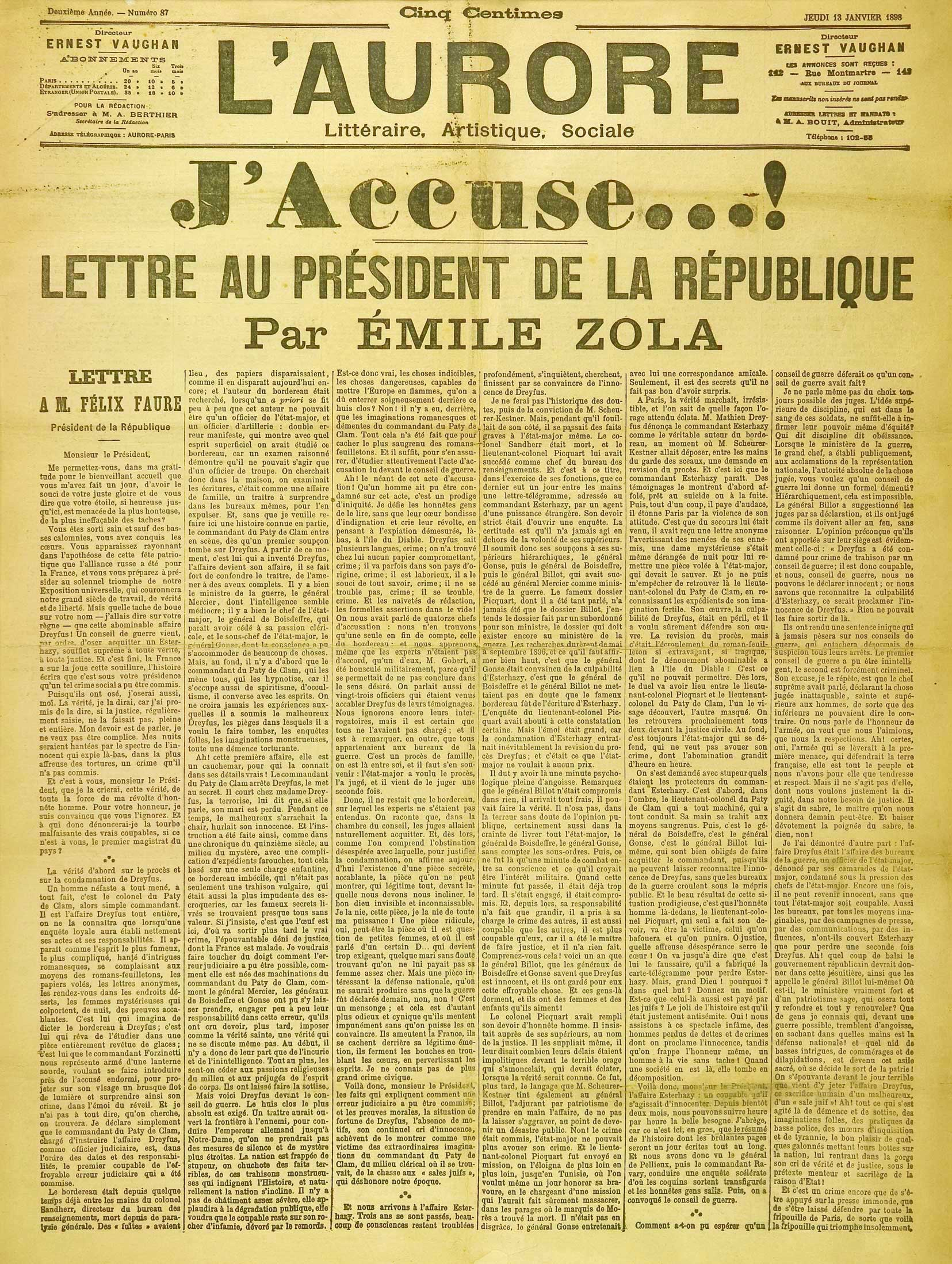
Главная страница газеты с письмом Эмиля Золя, «Я обвиняю», обращаясь к президенту республики и обвиняя правительство в антисемитизме в деле Дрейфуса.

«Дело Дрейфуса» было крупным политическим скандалом, который разделил Францию с 1894 года до его разрешения в 1906 году, а затем снова отражался на протяжении десятилетий. Это дело часто рассматривается как современный и универсальный символ несправедливости по соображениям государства и остаётся одним из самых ярких примеров сложной судебной ошибки, когда центральную роль играли пресса и общественное мнение. Проблема заключалась в вопиющем антисемитизме, который применялся армией и защищался традиционалистами (особенно католиками) против светских и республиканских сил, включая большинство евреев.

## XX век

### До Второй мировой войны
К началу 1900-х годов значительные улучшения условий жизни евреев во Франции привели к новой волне еврейской иммиграции, в основном бежавшей от погромов в Восточной Европе. Иммиграция временно остановилась во время Первой мировой войны, в которой евреи воевали во французских войсках, но затем возобновилась. В этот период евреи были видными деятелями искусства и культуры, например Амедео Модильяни, Сутин и Шагал. Евреи, живущие во Франции, вырвавшиеся из Восточной Европы принесли выражение: «счастливый, как Бог во Франции», чтобы выразить своё благополучие.
Антисемитизм уменьшился в течение 1920-х годов, отчасти потому, что тот факт, что многие евреи погибли, сражаясь за Францию во время Первой мировой войны, затруднил обвинить их в том, что они не патриотичны. Антисемитская газета «La Libre Parole» закрылась в 1924 году, а в прошлом обвинявший Дрейфуса Морис Баррес включил евреев в «духовные семьи Франции». Приток еврейских беженцев из Германии и еврейство лидера Народного фронта Леона Блюма способствовали возрождению антисемитизма в 1930-х годах. Писатели, такие как Поль Моран, Пьер Гаксотт, Марсель Жуандо и лидер «Аксьо́н Франсе́з» Шарль Моррас, осуждали евреев. Возможно, самым жестоким антисемитским писателем был Луи-Фердинанд Селин, который писал:

«Я чувствую себя очень дружелюбным к Гитлеру и всем немцам, которых я считаю своими братьями … Наши настоящие враги это евреи и масоны», и «Жиды похожи на постельных клопов.»

К 1937 году даже господствующие французские консерваторы и социалисты, ранее не связанные с антисемитизмом, осуждали предполагаемое еврейское влияние, подталкивающее страну к «еврейской войне» против нацистской Германии. Высокий уровень антисемитизма в 1938—1939 годах был предшественником режима Виши во Франции.

### Евреи Франции и Холокост

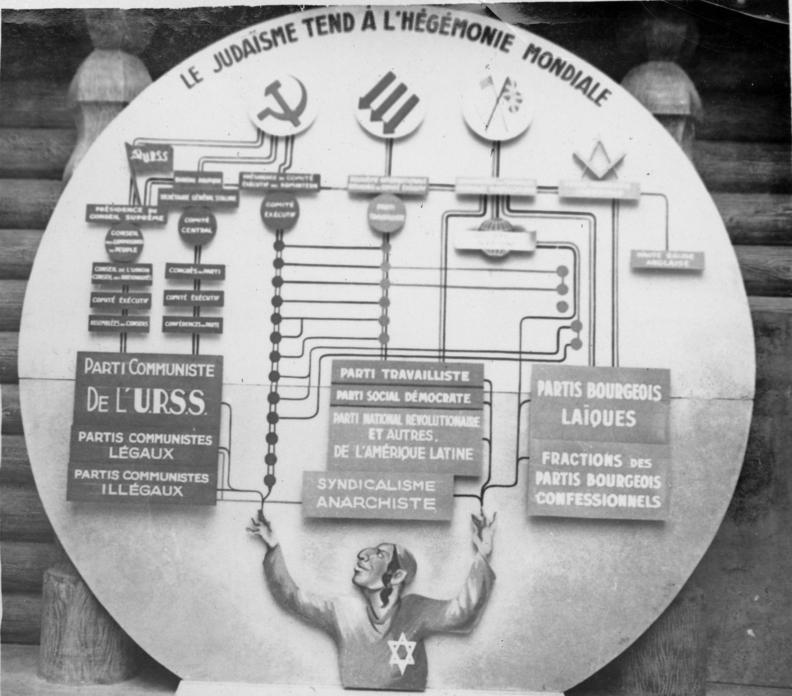
Антисемитская экспозиция во время нацистской оккупации Франции (1942).

Когда Франция была оккупирована нацистской Германией в июне 1940 года, во Франции находилось около 330 тыс. евреев (и 370 тыс. в французских колониях Северной Африки). Из 330 тыс. человек менее половины имели французское гражданство. Другие были иностранцами, в основном беженцами из Германии и Центральной Европы, которые иммигрировали во Францию в 1930-х годах. Ещё 110 тыс. французских евреев жили во французской колонии Алжир.
В 1995 году президент Франции Жак Ширак официально извинился перед еврейской общиной за соучастие французских полицейских и государственных служащих в захватах и ссылке евреев в концлагеря. Он сказал:
«Это тёмное время навсегда запятнало нашу историю и нанесло ущерб нашему прошлому и нашим традициям.
Да, преступному безумию оккупанта помогало французское государство и французы. Пятьдесят три года назад, 16 июля 1942 года, 4500 полицейских и жандармов, французы, под руководством своих руководителей, подчинялись требованиям нацистов. В тот день, в столице и в парижском регионе, почти 10 тыс. еврейских мужчин, женщин и детей были арестованы дома, ранним утром и собраны в полицейских участках… Франция, дом Просвещения и Декларации прав человека и гражданина, земля приветствия и убежища, Франция в тот день совершила непоправимое. Нарушив своё слово, она предоставила защищённых своим палачам.»
В июле 2017 года, на церемонии на «Веродерме д’Ивер» президент Франции Эмманюэль Макрон осудил роль страны в Холокосте и исторический ревизионизм, который отрицал ответственность Франции за круглый стол 1942 года и последующую депортацию 13 тыс. евреев (или, впоследствии, депортацию 76 тыс. евреев). Он опроверг утверждения о том, что Режим Виши, находившийся у власти во время Второй мировой войны, не представлял государство. «Действительно, Франция организовала это», французская полиция сотрудничала с нацистами. «Ни один немец» не был непосредственно вовлечён, добавил он.
Ни Ширак, ни Франсуа Олланд конкретно не заявили, что Режим Виши, бывший у власти во время Второй мировой войны, фактически представлял французское государство. Макрон, напротив, дал понять, что правительство во время войны действительно было французским. «Удобно видеть, что режим Виши, рождённый из небытия, канул в лету. Да, это удобно, но это неверно. Мы не можем гордиться ложью».
Макрон сделал тонкую ссылку на извинение Ширака в 1995 году, когда добавил:
«Я говорю это снова здесь. Действительно, Франция организовала аресты, депортацию и, следовательно, почти для всех, смерть».

#### Еврейский исход из французских колоний в Северной Африке
К выжившим французским евреям присоединились в конце 1940-х, 1950-х и 1960-х годах большое количество евреев из преимущественно мусульманских североафриканских колоний Франции (вместе с миллионами других французских граждан) в рамках еврейского исхода из арабских и мусульманских стран. Эти евреи бежали во Францию из-за упадка Французской империи и всплеска мусульманского антисемитизма после основания Израиля и побед Израиля в Шестидневной войне и других арабо-израильских войнах.

#### Отношения между Францией и Израилем
Со времен Второй мировой войны правительство Франции менялось в поддержке и противодействии израильскому правительству. Первоначально он был очень сильным сторонником Израиля, голосовавшего за его формирование в Организации Объединённых Наций. Она была главным союзником Израиля и основным поставщиком военной техники в течение почти двух десятилетий в период между 1948 и 1967 годами.
После военного союза между Францией и Израилем в Суэцком кризисе 1956 года отношения между Израилем и Францией оставались крепкими. Широко распространено мнение о том, что в результате соглашения Протокола Севра французское правительство тайно перевезло часть своих собственных атомных технологий в Израиль в конце 1950-х годов, которые израильское правительство использовало для создания ядерного оружия.
Но после Алжирской войны в 1962 году, когда Алжир получил независимость, Франция начала переходить к более проарабскому взгляду. Это изменение ускорилось после Шестидневной войны в 1967 году. После войны Соединённые Штаты стали основным поставщиком оружия и военной техники Израиля.
После теракта на Олимпиаде в Мюнхене в 1972 году французское правительство отказалось выдавать Абу Дауда, одного из планировщиков нападения.

## XXI век

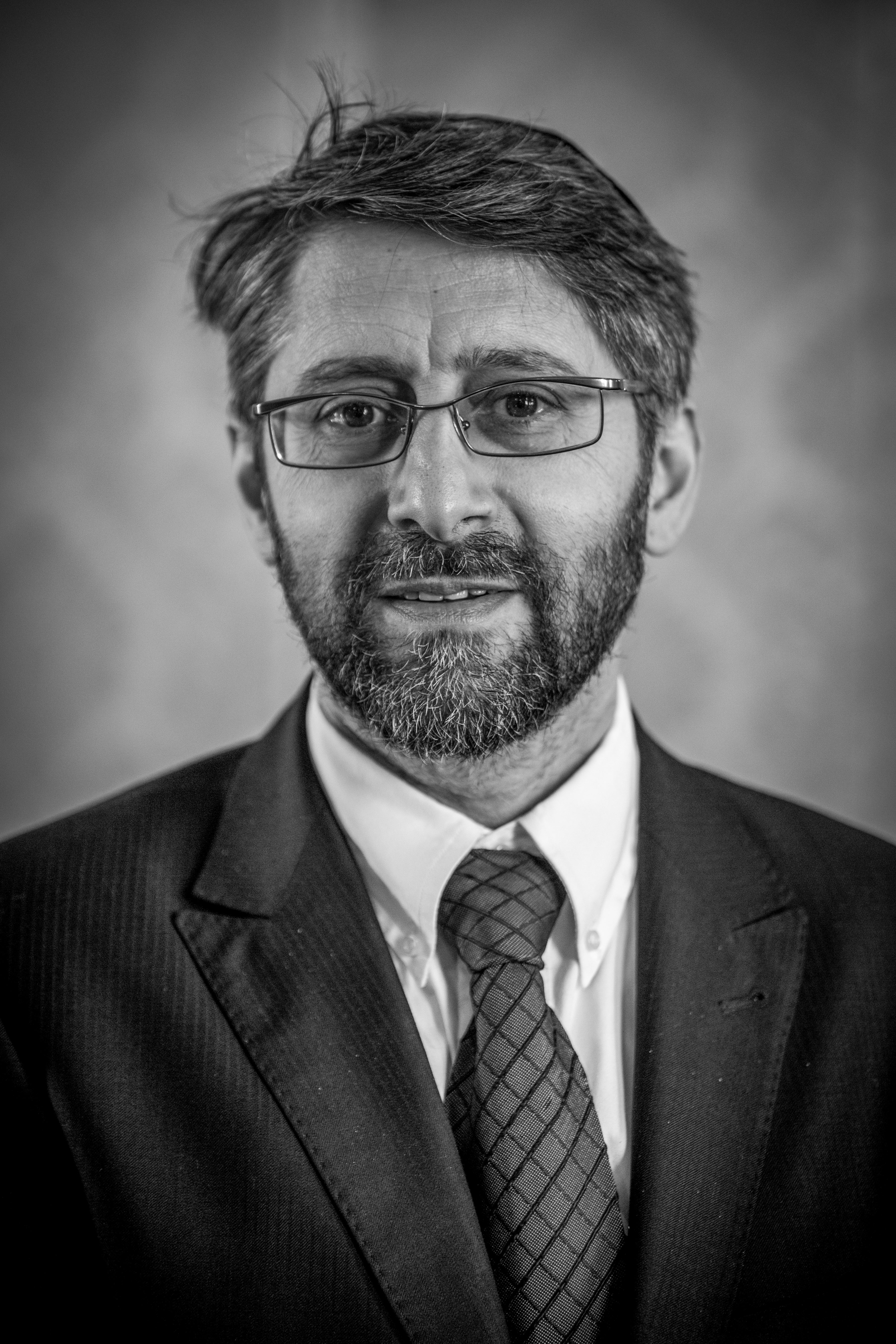
Хаим Корсиа — главный раввин Франции (с 2014 года)

Франция имеет самое большое еврейское население в Европе и третье по величине еврейское население в мире (после Израиля и Соединённых Штатов). Еврейская община во Франции насчитывает от 480 до 600 тыс. человек.
В 2009 году высший суд Франции, государственный совет, издал постановление, признающее ответственность государства за депортацию десятков тысяч евреев во время Второй мировой войны. В докладе упоминаются «ошибки» режима Виши, которые не были вынуждены оккупантами, заявляется, что государство «разрешило или способствовало депортации из Франции жертв антисемитизма».

### Антисемитизм и еврейская эмиграция
В начале 2000-х годов во всем мире были опубликованы растущие уровни антисемитизма среди французских мусульман и антисемитские акты, включая осквернение еврейских могил и напряжённость между детьми иммигрантов из Северной Африки и североафриканскими еврейскими детьми.
Одно из худших преступлений произошло, когда Илан Халими был изуродован и замучен до смерти так называемой «бандой варваров» во главе с Юсуфом Фофаной. Это убийство было мотивировано деньгами и подпитывалось антисемитскими предрассудками (исполнители заявили, что считают, что евреи богаты).
В марте 2012 года боевик, который ранее убил трёх солдат, открыл огонь в еврейской школе в Тулузе в ходе антисемитской атаки, в результате чего погибли четыре человека, в том числе трое детей. Президент Николя Саркози сказал: "Я хочу сказать всем лидерам еврейской общины, насколько они близки к нам. Вся Франция на их стороне.
Однако еврейский филантроп барон Эрик де Ротшильд предположил, что степень антисемитизма во Франции преувеличена и что «Франция не является антисемитской страной». Ранее газета «Le Monde Diplomatique» написала то же самое. Согласно опросу 2005 года, проведённому Исследовательским центром Пью, нет никаких свидетельств какого-либо конкретного антисемитизма во Франции, который, согласно этому опросу, представляется одной из наименее антисемитских стран в Европе, хотя Франция имеет третье по величине еврейское население в мире.
Возрастание антисемитизма в современной Франции связано с активизацией израильско-палестинского конфликта. Между началом израильской контр-террористической операции в Газе в конце декабря 2008 года и его завершением в январе 2009 года во Франции было зарегистрировано около сотни антисемитских актов. В 2009 году во Франции зафиксировано 832 акта антисемитизма (в первом полугодии 2009 года, по оценкам, 631 акт, больше, чем весь 2008 год, 474), в 2010 году 466, а в 2011 году — 389. В 2011 году было зафиксировано 260 угроз (100 граффити, 46 листовок или писем, 114 оскорблений) и 129 преступлений (57 нападений, 7 поджогов или попыток поджогов, 65 избиений и актов вандализма, но не убийства, покушения на убийство или террористические акты).
В период с 2000 по 2009 год 13 315 французских еврея переехали в Израиль, более чем в предыдущем десятилетии (1990—1999 годы: 10 443), тем самым непрерывно увеличивая еврейскую эмиграцию с 1970-х годов. Пик был достигнут за этот период, в 2005 году (2005: 2,951 Олим), но значительная доля (от 20 до 30 %) в конечном итоге вернулась во Францию. Некоторые эмигранты ссылались на антисемитизм и растущее арабское население как на причины отъезда. Одна пара, которая переехала в Израиль, утверждала, что растущий антисемитизм со стороны французских мусульман и антиизраильское предвзятое отношение к правительству Франции делают жизнь евреям все более неудобной для них. На церемонии приветствия для французских евреев летом 2004 года премьер-министр Израиля Ариэль Шарон вызвал споры, когда посоветовал всем французским евреям «немедленно переехать» в Израиль и избежать того, что он назвал «самый дикий антисемитизм» во Франции. 1,129 французских евреев сделали алию в Израиль в 2009 году и 1286 в 2010 году.
Однако в долгосрочной перспективе Франция не является одной из ведущих стран еврейской эмиграции в Израиль. Многие французские евреи испытывают сильную привязанность к Франции. В ноябре 2012 года премьер-министр Израиля Биньямин Нетаньяху на совместной пресс-конференции с Франсуа Олландом обратился к французской еврейской общине и сказал: «В своей роли премьер-министра Израиля я всегда говорю евреям, где бы они ни были, я говорю им: Приезжайте в Израиль и сделайте Израиль своим домом», ссылаясь на аналогичную рекомендацию бывшего премьер-министра Израиля Ариэля Шарона ещё в 2004 году. В 2013 году 3120 французских евреев иммигрировали в Израиль, что на 63 % больше, чем в предыдущем году.
В течение первых нескольких месяцев 2014 года Еврейское агентство Израиля продолжало поощрять увеличение французской алии через ярмарки, курсы на иврите, занятия, которые помогают потенциальным репатриантам найти работу в Израиле и абсорбироваться в Израиле. Исследование за май 2014 года показало, что 74 процента французских евреев думают переехать из Франции в Израиль, из этих 74, 29,9 процента — из-за антисемитизма. Ещё 24.4 ссылались на своё желание «сохранить свой иудаизм», а 12,4 % сказали, что их привлекают другие страны. «Экономические соображения» были приведены 7,5 % респондентов. К июню 2014 года, по оценкам, к концу 2014 года полные 1 процент французской еврейской общины сделают алию в Израиль, самую большую за один год. Многие еврейские лидеры заявили, что эмиграция обусловлена сочетанием факторов, в том числе культурного тяготения к Израилю и экономическими проблемами Франции, особенно для молодого поколения, вызванного возможностью других социально-экономических возможностей в более яркой израильской экономике. Другие отмечают, что в 2014 году произошло много драматических инцидентов антисемитизма, особенно во время операции «Защитный край», и что Франция приняла необычную пропалестинскую позицию, признав государство Палестина в парламенте и обязавшись принять резолюцию в Совете Безопасности Организации Объединённых Наций, который в одностороннем порядке возложил бы окончание израильско-арабского конфликта на Израиль. В конце 2014 года зарегистрировано 7 000 французских евреев, сделавших алию. Некоторые богатые французские еврейские семьи предпочитают иммигрировать в Соединённые Штаты, вместо этого, с «меньшей волокитой» чем в Израиль.
В январе 2015 года такие события, как теракт в редакции Charlie Hebdo и захват заложников у Порт-де-Венсен, вызвали волну страха во французской еврейской общине. В результате этих событий еврейское агентство разработало план репатриации для 120 тыс. французских евреев, которые желают уехать в Израиль. Кроме того, с началом стагнации экономики Европы в начале 2015 года многие богатые еврейские квалифицированные специалисты Франции, бизнес-магнаты и инвесторы воспринимали Израиль в качестве пристанища для международных инвестиций, а также для работы и новых возможностей для бизнеса. Кроме того, французский еврейский эмигрант Дов Маймон, изучающий миграцию в качестве старшего научного сотрудника института политики еврейских народов, ожидает, что к 2030 году до 250 тыс. французских евреев уедут в Израиль.
26 июня 2015 года, через несколько часов поле теракта в Сен-Кантен-Фаллавье флаг ISIS был поднят на газовой фабрике в Лионе, где к воротам была приколота отрубленная голова местного бизнесмена. Министр иммиграции и абсорбции Зеев Элькин настоятельно призвал французскую еврейскую общину переехать в Израиль и сделал национальным приоритетом для Израиля приветствовать французскую еврейскую общину с распростёртыми объятиями. Иммиграция из Франции находится на подъёме: в первой половине 2015 года примерно 5 100 французских евреев сделали алию в Израиль, что на 25 % больше, чем за тот же период в предыдущем году.
После терактов в Париже 13 ноября 2015 года, предположительно совершенных сторонниками ISIS в ответ на военные действия Франции в Ираке и Сирии (Opération Chammal), более 80 процентов французских евреев рассматривают возможность алии, поскольку большая часть французского населения понимает, что не только евреи, но и французы в целом теперь являются неизбирательными целями терроризма джихадистов.
По данным еврейского агентства, почти 6500 французских евреев сделали алию по до середины ноября 2015 года и по оценкам к концу 2015 года в Израиле будет поселено 8 тыс. французских евреев.
В январе 2016 года 35-летний учитель в Марселе был атакован мачете курдским подростком. Некоторые еврейские группы обсуждали рекомендацию о том, чтобы евреи не носили кипу на публике. 73-летний еврейский муниципальный советник в Кретее был убит в своей квартире в том же месяце.
4 апреля 2017 года произошло ужасное убийство 65-летней французской еврейки Сары Халими в её доме в арабском районе Бельвиль в Париже, за углом от мечети, известной своим радикализмом. Полицейские, стоящие на лестнице слышали, как убийца неоднократно кричал «Аллаху ахбар» в течение нескольких минут и не вмешивались, несмотря на крики и побои. Поскольку французский суд отказался квалифицировать это явно антисемитское убийство как антисемитский акт, обеспокоенность по поводу институционального покрытия антисемитизма возросла. Опасения возросли, когда Роже Пинто со своей семьёй был ограблен в своём доме в Ливри-Гаргана 8 сентября 2017 года. Пинто вскоре засвидетельствовал, что, как и во время убийства Илана Халими, ему сказали: «Вы еврей, поэтому у вас должно быть деньги;» это нападение не было квалифицировано как антисемитский акт.